# 2024年蘭盧加火燒車事故
2024年10月1日，一辆载有学生和教师的巴士在泰国巴吞他尼府兰卢加县的威拍哇麗蘭室路外侧车道上发生交通事故并起火。事故地点位于拍鳳裕庭路72巷对面，事故造成25人丧生，包括22名学生。
事发巴士共载有44名乘客，包括38名幼儿园至中学的学生和6名教师。事故原因为巴士右前轮胎爆裂，导致车辆失控撞上路边护栏。火灾从以天然气为燃料的巴士底部开始蔓延。  巴士上，16名学生和3名教师成功逃生，其余23名乘客当场罹难，另有两名儿童在送医后宣告不治。 

## 背景
泰国是世界上交通事故死亡率最高的国家之一，车辆安全性能欠佳以及驾驶行为鲁莽等因素是其中原因。该国每年约有20,000人因交通事故丧生。
此次事故是一系列近期发生的校车事故中最新的一起。2024年3月1日，一辆校车在呵叻府丹坤托县与一辆卡车相撞，造成1人死亡。2018年8月11日，一辆出租校车在达拜县撞树，导致10人丧生。
2016年，时任总理巴育·占奥差曾宣布禁止所有双层巴士上路，此次事故的涉事车辆亦为双层巴士。然而，泰国公共电视台的调查显示，其后于2017年实施的法律，仅将巴士的高度限制在4米以内。该法律并不具有追溯效力，对2017年之前注册的巴士并无约束力，但这些巴士必须在2020年前通过30度倾斜测试。

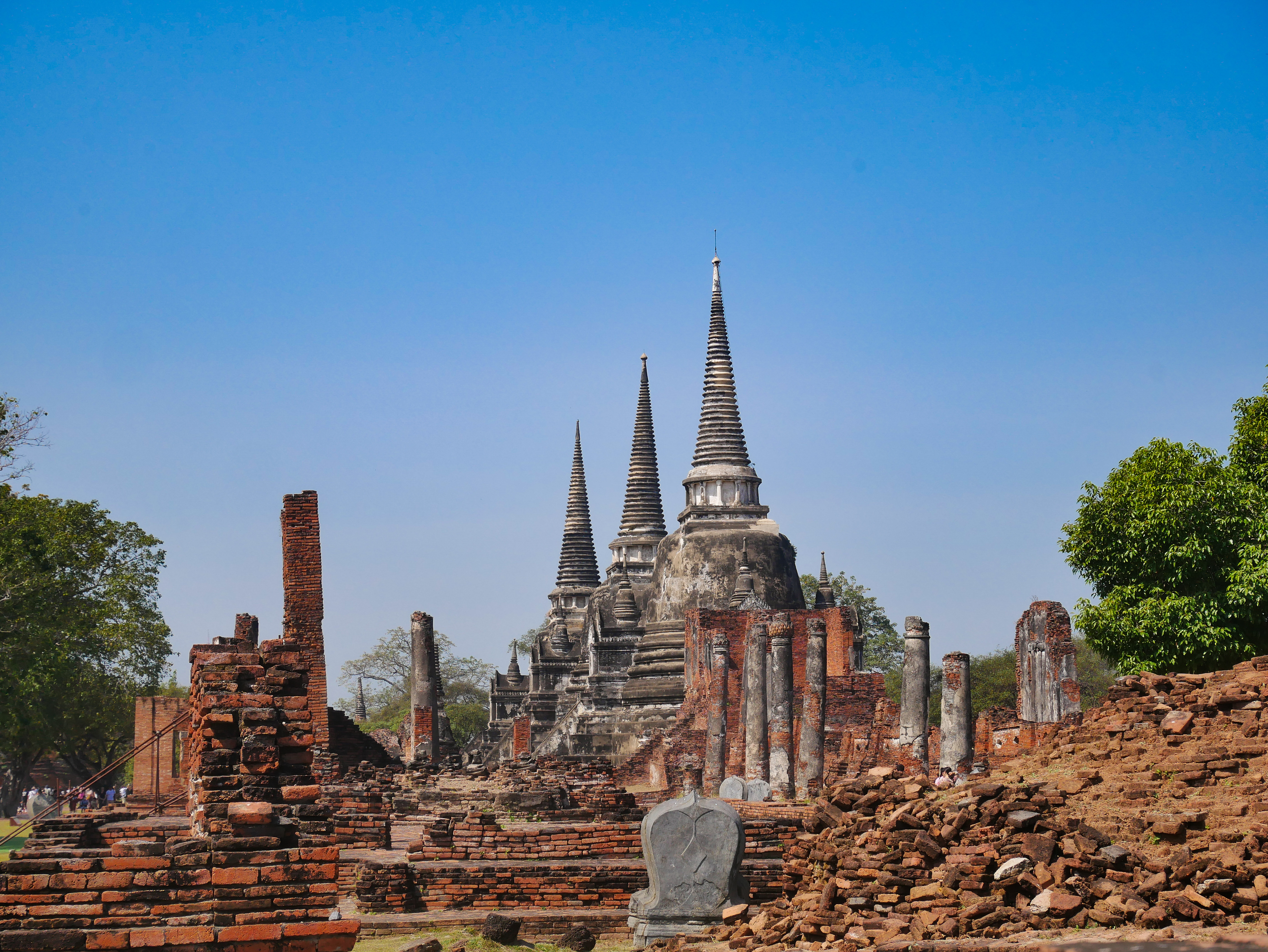
此次旅行原定包括参观大城府的帕喜善佩寺遗址

失事巴士为41座车辆，隶属于Chinnabut Tour出租车公司（ชินบุตรทัวร์）。该巴士是三辆巴士车队中的第二辆，该车队受乌泰他尼府Wat Khao Phraya Sangkharam School（โรงเรียนวัดเขาพระยาสังฆาราม）雇佣，执行包含参观大城府 帕喜善佩寺 和暖武里府泰国电力管理局中心的校外旅行任务。失事巴士注册于华富里府。 巴士共载有44名乘客，包括6名教师和38名学生。

## 事故经过
事故发生在当地时间12:29，事发时巴士正沿威拍哇麗蘭室路向市郊方向行驶，地点位于蓝卢卡县席兰实广场和泰国国家纪念碑之间的路段。初步报告显示，巴士轮胎爆胎导致车辆失控，撞上路边护栏，随即引发火灾，火势从巴士底部开始蔓延。 巴士司机补充称，在轮胎出现故障后，他即失去对车辆的控制，巴士先是撞到一辆汽车，随后撞上护栏。
一名幸存教师表示，事故发生时，车门无法正常开启，乘客们遂设法逃生。
事故发生后，司机最初逃离现场，当局一度未能与其取得联系。当日晚些时候，该司机在紅統府威色猜参县警察局自首。 监控录像显示，事发时司机曾试图打开驾驶座旁的车门，并跑到巴士中部和后部试图开启车门，但多次尝试均未成功。最终，司机跑到起火巴士的后方，在一位路人递给他灭火器后，试图进行灭火。

## 调查
失事巴士为41座车型，注册地为华富里府，注册日期为1970年2月，车龄已达54年。警方调查发现，该巴士存在多处非法改装，包括篡改车辆识别码。该车辆最初为五十铃车型，后被改造为梅赛德斯-奔驰。车辆登记信息显示其配备三个燃气罐，但实际上该车共安装了十个燃气罐，分别位于前轮处（两个）、后轮处（两个）以及车身中部底盘下方（四个）。 巴士运营商Chinnabut Tour公司声称，该车辆及其旗下所有车辆均通过每年两次的安全检查。
泰国公共卫生部事故预防网络办公室负责人普罗明·坎提亚指出，这辆车龄半个世纪的巴士的非法改装是造成事故的原因。他推测，火灾可能是由电路短路引发，进而点燃了其中一个非法安装的燃气罐。这亦可解释幸存者所述车门无法打开的情况。
警方随后对巴士司机提出了指控。

## 受害者
事故现场确认23人死亡， 其中20名为学生，分别包括：小学一年级3人、小学二年级2人、小学三年级6人、小学四年级6人以及中学三年级3人，其余3人为教师，包括一名实习教师。当日晚些时候，又有两名儿童在医院伤重不治，令总死亡人数升至25人。
另有8人在事故中受伤，其中2人被送往帕塔兰西医院，其余6人被转至拉查威提医院当地分院接受治疗。

## 后续
10月3日，兰卢加县为遇难者举行了隆重的葬礼，多名政府内阁成员及一位泰国皇室成员出席仪式。泰国国王玛哈·哇集拉隆功谕令为遇难者举行皇家火葬。
有关部门已责令Chinnaboot Tour公司将其余巴士送往华富里府接受检查，惟该公司并未遵从指令。警方最终在那空叻差是玛府一家维修厂查扣了该公司剩余的巴士，发现车上的燃气罐已被拆除。

## 各方反应
泰国首相佩通坦·欽那瓦对事故遇难者表达了哀悼之情，并取消了后续所有行程，计划亲自前往事发地探视慰问受害者。
众多网民对此次事故发表评论，呼吁暂停小学生的长途旅行。
多家组织亦呼吁重新审视教育机构的儿童交通安全措施。
泰国交通部已勒令全国13,426辆以天然气为燃料的巴士，在事故发生后的两个月内进行安全检查。交通部副部长苏拉蓬·皮亚乔特亦建议全面禁止使用天然气驱动的巴士。
Chinnaboot Tour巴士运营公司已被勒令暂停所有业务。